# Reserva Natural de Tigirekskiy
A Reserva Natural de Tigirekskiy (em russo:  Тигирекский заповедник) é uma área protegida da Rússia no noroeste das montanhas da região Altai-Sayan. A reserva foi estabelecida para a protecção e estudo da relíquia taiga pré-glacial escura, das elevações mais altas, e das estepes montanhosas dos vales dos rios e regiões inferiores. O sitio apresenta uma extensa paisagem cárstica e de cavernas. A reserva está situada no Distrito Ust-Koksinsky, na República Altai.

## Clima e eco-região
Tigirekskiy está localizada na eco-região das estepes florestais do Cazaquistão, uma região de estepes com longas florestas de pinho; a cerca de 300 - 500 milhas mais a norte do que a floresta russa europeia. Esta eco-região tem mais zonas húmidas e um clima mais continental do que as estepes florestais da Europa.
O clima de Tigirekskiy é um clima continental húmido, caracterizado por grandes oscilações de temperatura, tanto entre o dia e a noite como quanto sazonalmente, com verões suaves e invernos frios e nevados. A temperatura média em Janeiro é de -14 ° C, e em Julho é de 17 ° C. O local tem uma alta percentagem de humidade (600 a 800 mm de chuva por ano), com precipitação praticamente igual entre períodos quentes e frios do ano.

## Flora e fauna
Há dois tipos gerais de comunidades de plantas em Tigireksky: estepe florestal no norte e no oeste em montanhas abobadadas e taiga escura ao longo do tergo de Tigirek. Existem pequenas áreas em alta altitude compostas por prados sub-alpinos. A taiga escura (abeto) é uma relíquia do período pré-glacial. Os cientistas da reserva já registaram 811 espécies de plantas vasculares.

A reserva abriga uma série de animais de floresta de Altai: 67 espécies de mamífero passam pelo local. Os mamíferos comuns são o urso pardo, a rena, veados, alces e especialmente lebres. A população de castores tem crescido, devido ao aumento do número de lagoas. Nas áreas de estepe no norte da reserva, os javalis são estão bem espalhados. Todas as 11 espécies de morcego conhecidas para viver na região de Altai são encontrados nas cavernas em torno da aldeia de Tigirek. Entre os pássaros comuns incluem o galo silvestre, o tetraz preto, quebra-nozes comuns, e muitos tipos de coruja. Os cientistas da reserva já conseguiram registar 142 espécies de aves.